# 殿前站
殿前站（廈門話：/tãĩ˥˧ t͡sãĩ˧˥/），施工时称高殿站，位于中华人民共和国福建省厦门市湖里区嘉禾路高殿社区，石鼓山立交北侧约400米处地下，是厦门轨道交通1号线的地铁车站，岛式站台设在地下三层。2017年12月31日随1号线的开通投入运营。

## 站名
殿前站所在的高殿社区得名于设立时下辖的高崎、殿前两个自然村。其中殿前村旧称“店前”（白話字：Tàiⁿ-châiⁿ），一说因村落是周边货物集散中心、店铺林立，村民介绍自家所在时称“店铺之前”而得名。:183-184。本站在2011年版《厦门市城市轨道交通线网规划》中称植物研究所站，在2014年发布的1号线一期工程（调整段）环境影响报告书中称高殿站。2015年，经过两次专家评审，本站最终被厦门市民政局定名为殿前站。

## 历史

### 建设
2014年4月3日-7日，高殿站进行了为期3日的试验性围挡施工，在10日转入正式围挡施工阶段，并计划9月15日进行二次围挡。本站修建在地质条件复杂的区域，孤石层平均占比达20%以上，给桩基施工带来了困难。为此本站在2015年6月开始的土方开挖阶段前，进行了多次爆破作业去除孤石。本站至火炬园站区间土质以花岗岩残积土为主，含有丰富的地下水，施工时通过管井法降低地下水水位的同时，控制车站周边地块的沉降幅度。
2016年5月10日，高殿站主体结构封顶，并在6月底缩小围挡，减少对周边道路交通的干扰。9月中旬，受台风莫兰蒂影响，高殿站围挡出现损坏，在18日修复。2017年3月13日，在海峡导报对1号线全线隧道洞通的报道中，高殿站改称殿前站。

### 运营
殿前站在2017年12月31日随1号线开通投入运营。2020年7月，因站内刚性接触网接触线局部磨耗过大，10多名接触网员工在凌晨进行了接触线更换作业。2024年，厦门地铁与当地快递企业联合开展“地铁+快递”配送模式试点，使用地铁客流较低的时段，帮助外地游客将行李托运至火车站、机场等交通枢纽，殿前站成为首批试点的3个车站之一。

## 车站结构
殿前站建筑面积24,980平方米，车站长263.7m、宽21m、施工时基坑下挖26.5m，在地下设有三层。

### 车站楼层
| 地面层   | 出入口                               | 出入口                         |
| 地下一层 | 商业区                               | 出入口、商店                   |
| 地下二层 | 站厅                                 | 票务服务、客服中心、进出站闸机 |
| 地下三层 | 北行                                 | 1 往岩内方向 （高崎）          |
| 地下三层 | 岛式站台，列车运行方向左侧的车门开启 |                                |
| 地下三层 | 南行                                 | 1 往镇海路方向 （火炬園）      |

### 出入口

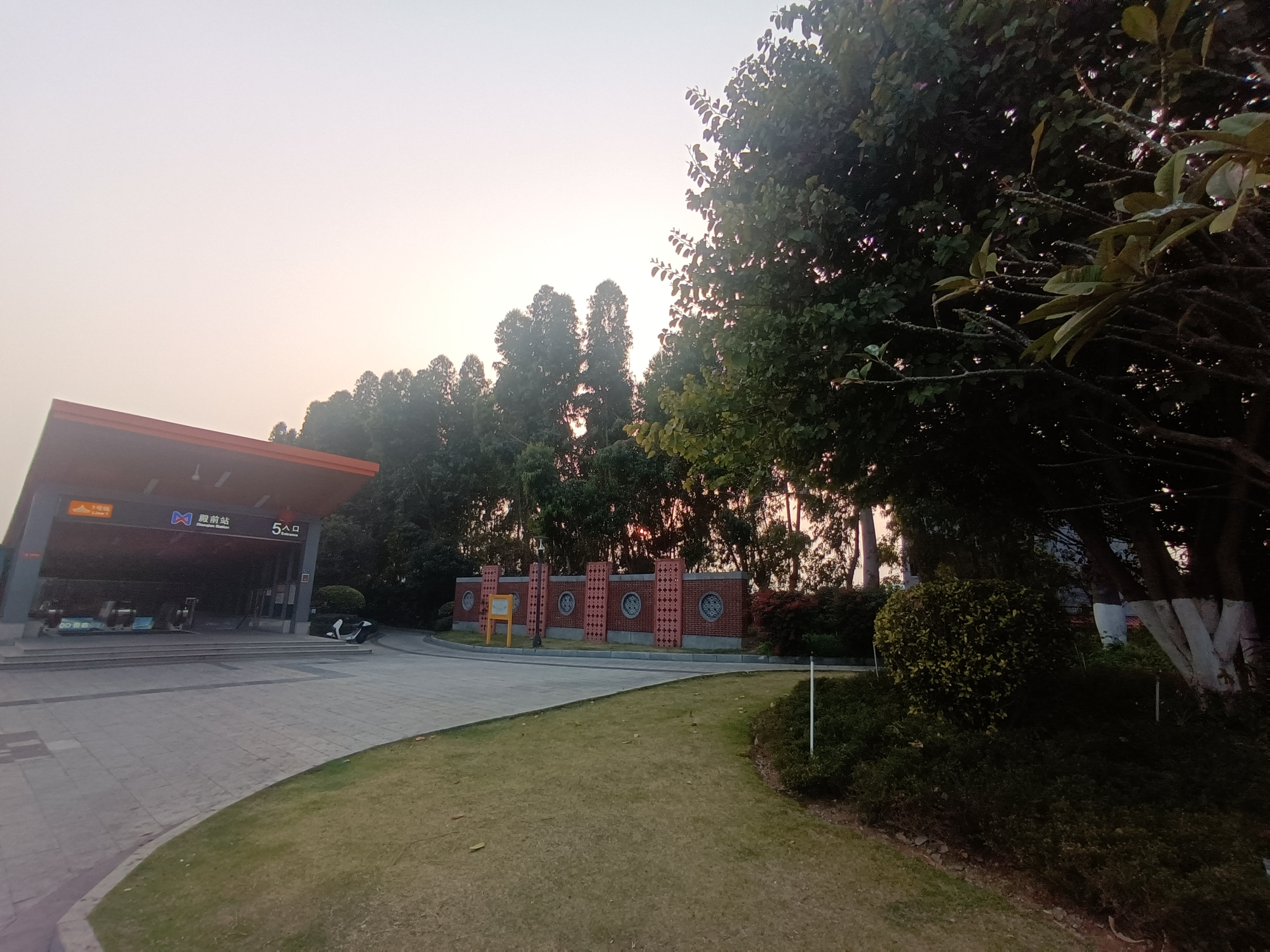
5号出入口

车站设5个出入口，其中4A和4B出入口在2018年12月5日开放。在1号线试运营前，本站5号出入口周边4,000多平方米进行了市政提升改造：两边设有绿化区域，种植了异木棉和鸡蛋花等植物；靠人行道的一侧亦用闽南红砖砌成一堵景观墙，在当时仅本站和中山公园站的出入口旁边有。
|                           |                           |                        |                                            |
| 編號                      | 设施                      | 出口指示               | 建議前往的目的地                           |
| 1                         | 升降机标志 · 扶手电梯标志 | 殿前社                 | 中国建设银行、怡盛工业大厦、广达大厦       |
| 2                         | 扶手电梯标志              | 福建省亚热带植物研究所 | 高殿科技园                                 |
| 3                         | 升降机标志 · 扶手电梯标志 | 嘉禾路、殿前三路       | 怡盛工业大厦、佳得乐商场、旺太阳商场       |
| 4A                        | 扶手电梯标志              | 嘉禾路                 | 国家城市供水水质监测网厦门监测站、高殿水厂 |
| 4B                        | 扶手电梯标志              | 嘉禾路                 | 国家城市供水水质监测网厦门监测站、高殿水厂 |
| 5                         | 扶手电梯标志              | 嘉禾路                 | 殿前派出所、殿前街道神山社区居委会         |
| 註： 設有 \| 設有扶手電梯 |                           |                        |                                            |

## 事件
2020年6月12日11时左右，本站工作人员在一个垃圾桶内发现有轻微烟雾冒出，并伴随烧焦味，随后在垃圾桶中发现一烟头。在查明是一男子违反规定在站台候车时吸烟后，厦门地铁安保执法队在火炬园站执法点对当事人进行了处罚。